# Eimke
Eimke is een gemeente in de Duitse deelstaat Nedersaksen. De gemeente maakt deel uit van de Samtgemeinde Suderburg in het Landkreis Uelzen. Eimke telt 843 inwoners.
Eimke ligt aan de Bundesstraße 71.
Het dorp Eimke wordt als Eibike in 1142 voor het eerst in een document vermeld.
De gemeente leeft van toerisme, land- en bosbouw.

## Dorpen in de gemeente
- Dreilingen
- Eimke (dorp)
- Ellerndorf
- Wichtenbeck

## Bezienswaardigheden
- De gemeente ligt op de Lüneburger Heide en heeft dus veel natuurschoon te bieden; Eimke zelf ligt aan de schilderachtige beek Gerdau.
- De evangelisch-lutherse dorpskerk van Eimke dateert uit de vroege 14e eeuw. De houten toren werd tijdens de Dertigjarige Oorlog ( 1618-1648) gebouwd. In de kerk bevindt zich een bijzondere piëta. Naast de kerk staat een zeer dikke, oude eik met een stamomvang van meer dan 6,7 meter.

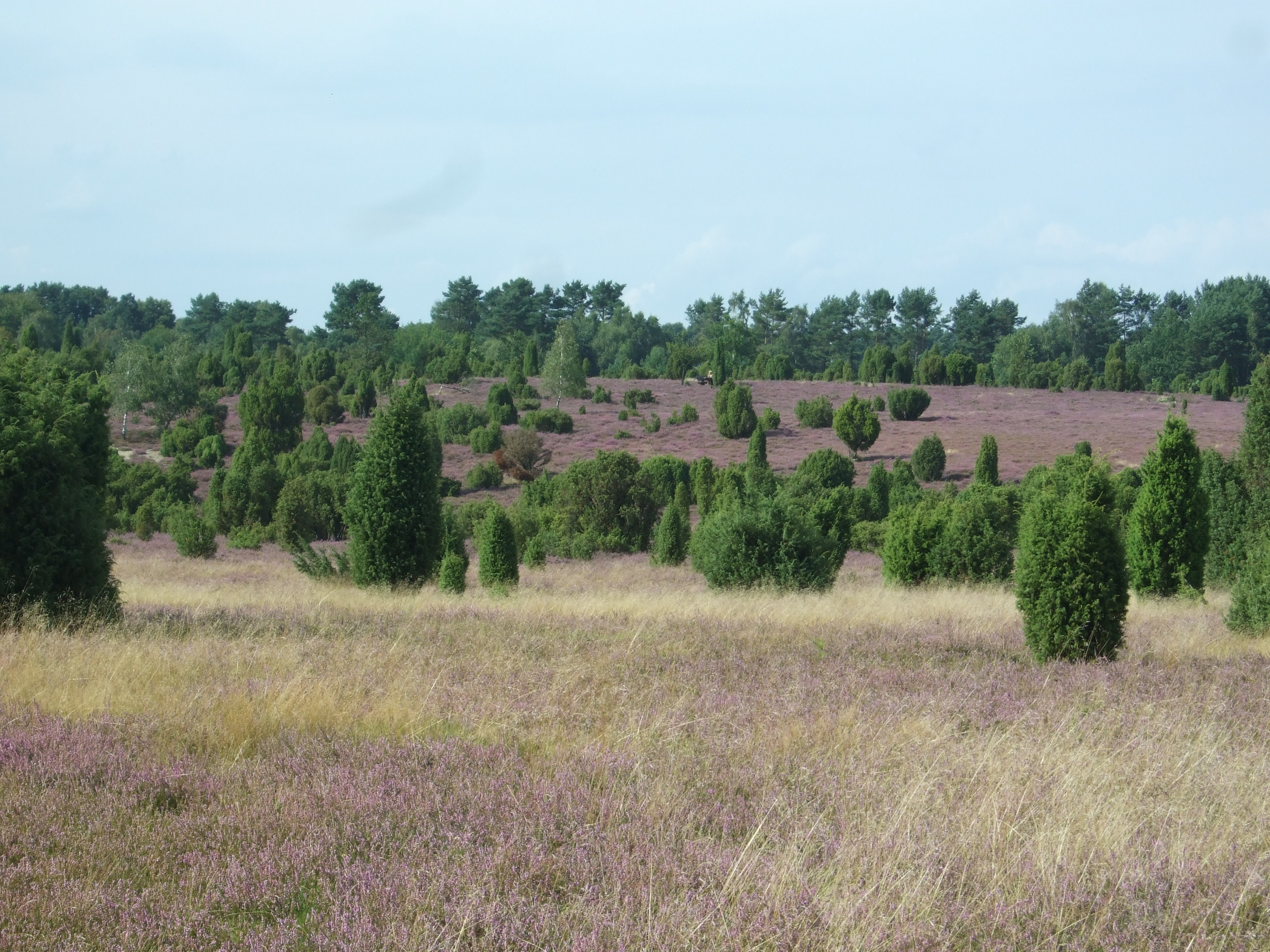
Jeneverbesheide van Ellerndorf
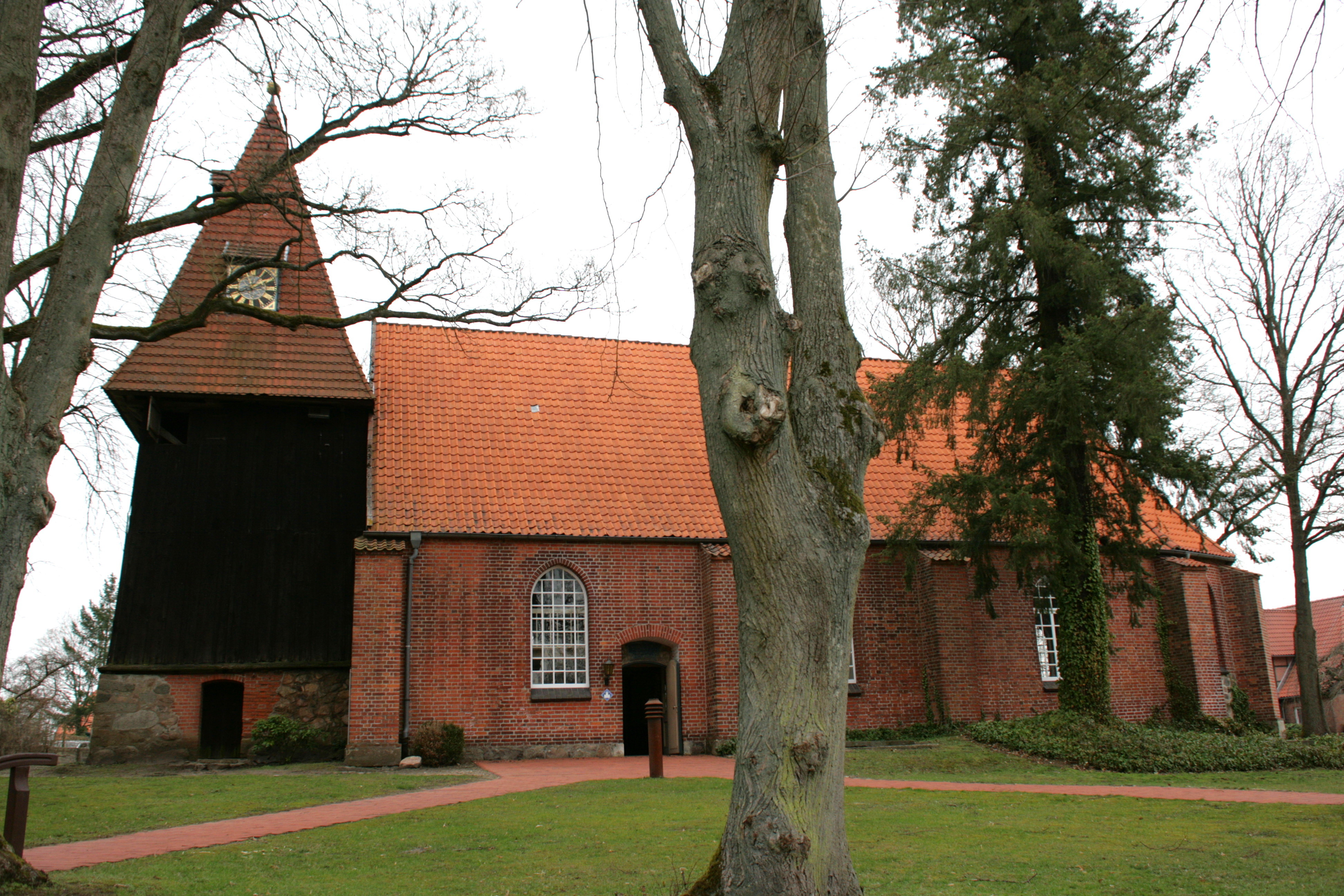
De dorpskerk van Eimke

- Gemeinsame Normdatei: 4339181-3
- Virtual International Authority File: 247359851

Altenmedingen · 
Bad Bevensen · 
Bad Bodenteich · 
Barum · 
Bienenbüttel · 
Ebstorf · 
Eimke · 
Emmendorf · 
Gerdau · 
Hanstedt · 
Himbergen · 
Jelmstorf · 
Lüder · 
Natendorf · 
Oetzen · 
Rätzlingen · 
Römstedt · 
Rosche · 
Schwienau · 
Soltendieck · 
Stoetze · 
Suderburg · 
Suhlendorf · 
Uelzen · 
Weste · 
Wrestedt · 
Wriedel